# Море Парри
Мо́ре Па́рри — материковое межостровное море. Относится к Арктическому океаническому бассейну Северного Ледовитого океана. Располагается в пределах Канадского Арктического архипелага, занимая северную часть Северо-Американского моря. Ограничено островами: Борден — на северо-западе, Принс-Патрик — на западе, Парри — на юге, Девон — на юго-востоке, Элсмир — на востоке, Аксель-Хейберг и Эллеф-Рингнес — на севере. Наибольшая глубина — 234 м.
Названо в честь сэра Вильяма Эдварда Парри, исследовавшего эти места в 1819 году.
Выделение данного района под названием моря является малоупотребительным, Международная гидрографическая организация никак не выделяет и не именует соответствующую часть мирового океана.